# Nerja
Nerja – miasto w Hiszpanii, we wspólnocie autonomicznej Andaluzja, w prowincji Málaga. W 2008 liczyło 21 621 mieszkańców. Na terenie miejscowości znajduje się kompleks jaskiń Cueva de Nerja.

## Miasta partnerskie
- Pescia, Włochy
- San Juan, Argentyna